# Морсін
Морсін (ісп. Morcín) — муніципалітет в Іспанії, у складі автономної спільноти Астурія. Населення — 2964 осіб (2009).
Муніципалітет розташований на відстані близько 370 км на північний захід від Мадрида, 9 км на південь від Ов'єдо.
Муніципалітет складається з таких паррокій: Аргаме, Санта-Еулалія-де-Морсін, Сан-Естебан-де-Морсін, Ла-Фос, Пеньєрудес, Ла-Піньєра, Сан-Себастьян-де-Морсін.

## Демографія
Динаміка населення (INE ):

## Галерея зображень

Розташування муніципалітету